# Дом Шаронова
Дом Евгения Ивановича Шаронова — старинный особняк в Таганроге (ул. Фрунзе, 80), является памятником архитектуры. Построен в начале XX века архитектором Шехтелем Ф. О. и входит в число объектов культурного наследия Российской Федерации.

## История
Здание было построено в 1912 году в стиле модерн по проекту академика архитектуры Ф. О. Шехтеля. До 1917 года здание принадлежало крупному таганрогскому помещику и хлеботорговцу Е. И. Шаронову, построившему этот дом для своей дочери Марии. С 1920 по 1922 год в здании размещалась шелководческая станция, с 1923 года — детская поликлиника. Во время оккупации Таганрога здание было занято штабом 1-й танковой армии Э. фон Клейста. После 1944 года в здании размещались различные городские организации, включая Орджоникидзевский РК КПСС.
С 1981 года в Доме Шаронова располагается музей «Градостроительство и быт Таганрога».

## Архитектурные особенности
Дом Шаронова является жемчужиной «модерна», великолепным образцом синтеза архитектуры, живописи и скульптуры. Полутораэтажное здание имеет много общего с Ярославским вокзалом в Москве: те же островерхие башни, трапециевидная форма кровли с гребешком в центральной части, тот же ритм чередования различной формы окон. Композиция здания основана на асимметрии. Левая часть имеет 4-х угольную высокую башню с шатровым восьмигранным завершением. Наверху первоначально был круг с инициалами владельца дома «Е. Ш.», замененный вскоре на шпиль с флажком. В 1978 году флажок насажен на шарикоподшипник и теперь вращается от ветра. В этой части расположен парадный вход, оформленный кокошником, обрамляющим размещенную здесь мозаичную композицию.
Фризовая часть фасада облицована керамической плиткой, на которой особенно колоритно смотрятся мозаичные картины. Вверху центральной части здания межоконные проемы заполняет композиция «Отплытие ладей», выполненная в манере художника Н. Рериха. В правой части здания — панно «Морской бой», созданное по эскизу В. Васнецова. На нём буквами древнерусского алфавита написаны строки иэ поэмы «Боривой» А. К. Толстого: «Сшиблись вдруг ладьи с ладьями и пошла меж ними сеча… брызжут искры, кровь струится, треск и вопль в бою сомкнутом…».
Эта часть дома имеет полукруглую кровлю, на которой ранее было остроконечное навершение, ныне утраченное. С левой стороны здания к нему примыкают ворота с декоративными надворотными башнями. Маски львиц на них — работы выдающегося художника М. Врубеля. Памятник архитектуры начала XX века в стиле «модерн» — единственный в Ростовской области пример использования монументальной живописи на фасаде.

## Дом Шаронова в кинематографе
- 2006 — «Кошляков, Шабельников, Тер-Оганьян, Сигутин», док. фильм. «Art via Video».[4]
- 2002 — «Дневник убийцы», телесериал. Режиссёр Кирилл Серебренников, РТР.[5]

## Галерея
- Фасад Дома Шаронова (Начало XX века)
- Фасад Дома Шаронова (до реставрации)
- Фасад Дома Шаронова (до реставрации)
- Фасад Дома Шаронова (после реставрации 2017 года)
- Центральная часть панно
- Центральное панно "Отплытие ладей" Н.Рерих (после реставрации)
- Правое нижнее панно (Дева на берегу)
- Правое верхнее панно (Морской бой)
- Вход и Левое панно (после реставрации)

## Реставрация здания в 2017 году
Весной 2017 года стало известно, что в рамках федеральной программы «Культура России» будет произведена реставрация Дома Шаронова. Работы запланированы на 2017-2018 годы. На реставрацию Дома Шаронова было выделено 77 миллионов рублей. Конкурс на проведение работ выиграла ООО «Липецкая производственно-реставрационная компания «ЛАЙМ ПАРК».  К работам приступили в июле 2017 года.
Уже в декабре 2017 года горожане забили тревогу в отношении качества реставрационных работ. Их удивило, что лицевую кирпичную кладку реставраторы расчищали не вручную, а абразивными кругами. И затем отшлифованную кладку окрашивали. Также горожанам бросилось в глаза, что при замене окон был изменён рисунок оконных переплётов.